# Partito Agrario Siciliano
Il Partito Agrario Siciliano fu un partito politico italiano, fondato nel gennaio 1920. Era il partito di riferimento dei proprietari terrieri, ispirato da una visione economicista e di tendenza conservatrice e reazionaria. I suoi principali esponenti furono il principe Pietro Lanza di Scalea, Francesco Saverio d'Ayala, Giovanni Lo Monte, Giuseppe Pucci di Benisichi, Lucio Tasca. Nelle elezioni politiche del 1924 confluiranno nel Listone fascista.

## Storia
Col declino dei governi di Francesco Crispi e Antonio di Rudinì, l'aristocrazia agraria siciliana decise di riunirsi per tutelare a livello nazionale gli interessi agrari e industriali della Sicilia e più in generale dell'Italia meridionale. A tale scopo nel 1899 l'industriale Ignazio Florio decise di costituire il Consorzio Agrario Siciliano a cui aderirono anche personalità vicine al mondo socialista come Filippo Lo Vetere. Nel marzo del 1915, a difesa dell'imprenditoria agricola siciliana, le forze del consorzio agrario proposero l'idea di costituire un partito neutralista nei confronti della prima guerra mondiale, posizioni poi abbandonate una volta decisa l'entrata in guerra dell'Italia al fiano degli Alleati.
Di fronte alle agitazioni contadine del 1920, gli agrari capeggiati dal latifondista Pietro Lanza di Scalea decisero di riunirsi nel Partito Agrario Siciliano, promuovendo la difesa degli interessi dei latifondisti siciliani e prospettando l'autonomia politica economica e amministrativa dell'isola. Il partito si presentò nella circoscrizione di Palermo alle elezioni politiche del 1921 raccogliendo il 22,8% dei voti ed eleggendo tre deputati: Pietro Lanza di Scalea, Giovanni Lo Monte e Giuseppe Pucci di Benisichi. Nella formazioni del primo governo Facta Scalea fu nominato ministro della guerra. Con la nascita del governo Mussolini il partito si avvicinò sempre più al Partito Nazionale Fascista (PNF) confluendo alle elezioni del 1924 nella Lista Nazionale e poi direttamente nel PNF.

## Risultati elettorali
| Elezione | Elezione | Voti  | %     | Seggi   | Posizione   |
| --- | -------- | ----- | ----- | ------- | ----------- |
| Politiche 1921                                                                                               | Camera a | 25647 | 0,45% | 3 / 535 | Maggioranza |
| a) Presentato solo nella circoscrizione di Palermo (25647 voti; 22,8%) col nome di Partito Agrario nazionale |          |       |       |         |             |